# 維爾特定律
維爾特定律（英語：Wirth's law）是瑞士出生的美國電腦科學家尼克勞斯·維爾特於1995年提出的一條幽默定律，其內容為：
|                   | 軟體變慢的速度永遠快過硬體變快的速度。 |
| ——尼克勞斯·維爾特 |                                        |

## 解釋
摩爾定律所帶來的硬體速度飛速提昇給人帶來一種錯覺，以為電腦系統的速度亦應以類似的速度提昇。然而維爾特觀察到，由於程式設計師逐漸懶的改善、軟體愈發龐大臃腫、快速的開發週期帶來程式質量的下降、以及軟體公司管理的種種問題，軟體速度的減慢已經抵消了硬體速度的提昇，因此電腦系統的實際速度不昇反降。馬丁·萊瑟指出：「儘管我們都希望硬體速度的增漲會解決所有電腦問題，敏銳的觀察者會發現軟體速度的減慢已經遠遠超過了硬體速度的提昇」。

## 類似法則
- Google創始人賴利·佩吉亦曾有過類似表述，因此亦稱「佩吉定律」[4]。
- 微軟創始人比爾·蓋茲曾回應摩爾定律說：「軟體的速度每十八個月就會變慢一半」[5]（因此摩爾定律帶來的速度增加便被抵消），此亦稱為「蓋茲定律」。